# 労働部 (中華民国)
労働部（ろうどうぶ、中国語繁体字：勞動部）は、中華民国の行政院に属する雇用、労働、および年金などその他の人的資源の行政を所轄する中央機関。日本の厚生労働省に相当する。旧名は行政院労工委員会（勞工委員會）で、2014年（平成26年）2月17日に部に昇格した。社会保険に類する労工保険や国民年金を管轄する。

## 沿革
中華民国憲法発効前の1947年、国民政府は行政院に労働部の設置を計画していたが、1948年5月13日、行政院は「社会部」を再設置し、当初予定されていた労働部は社会部傘下の労働局に格下げされた。1949年3月21日、社会部が廃止され、労働事業は内務部に移管され、内政部労働司（労働局）が設置された。
1987年8月1日、内政部労働司（労働局）は再編され、独立して行政院労工委員会に格上げされた。
1990年、李登輝政権は労働部を設置するための行政院組織法改正案を提出した（この時点では労働部は成立せず）。この頃より、世界のほとんどの国が労働・雇用問題の中央機関として「（日本などにおける）省」を設置していることに鑑み、行政院は旧労働委員会を部（台湾では日本などの省に当たる）に格上げすることを検討している。
1999年7月、省虛級化の後、行政院労工委員会が旧台湾省政府労働局の業務を引き継ぎ、台湾省政府労働局は行政院労工委員会中央弁公室に改組された。
2004年6月、陳水扁政権の行政院機能業務組織調整案で労働人力資源部の設置が提案された。
2009年2月、馬英九政権の行政院再編で「労働部」の設置が確認され、立法院に審査のために送られた。
2013年1月1日、行政院労工委員会は旧行政院青年補導委員会から青少年雇用事業（青少年職業訓練センター）を引き継いだ。2014年、行政院労工委員会中央弁公室は労働部労働力発展管理局の技能検定センターに改組された。
2014年1月29日、立法院は「労働部組織法」、「労働部労働保険局組織法」、「労働部労働発展局組織法」、「労働部労働資金利用局組織法」、「労働部労働安全衛生管理局組織法」、「労働部労働安全衛生研究院組織法」の第三読会を正式通過した。
2014年2月17日、行政院労工委員会が正式に労働部に格上げ改組された。

## 歴代の長

### 労工委員会主任委員
1. 鄭水枝
2. 趙守博
3. 謝深山
4. 許介圭
5. 詹火生
6. 陳菊：高雄捷運工事によるタイ人労働者暴動事件に関連し辞職。
7. 李応元
8. 盧天麟
9. 王如玄
10. 潘世偉

### 労働部部長
1. 潘世偉
2. 陳雄文
3. 郭芳煜
4. 林美珠
5. 許銘春[2]